# Joel Ward (fotbollsspelare)
Joel Edward Philip Ward, född 29 oktober 1989 i Emsworth, är en engelsk fotbollsspelare som spelar för Crystal Palace i Premier League. Han har tidigare spelat för Portsmouth och Bournemouth.